# The Journey Down
«The Journey Down» (рус. Путешествие вниз) — компьютерная игра в жанре квеста, созданная шведской компанией Skygoblin. Игра является эпизодической, все части уже выпущены.
Игра немного напоминает «Grim Fandango», так как лица всех персонажей являются разнообразными африканскими масками.

## Сюжет

### Over the Edge
Действие разворачивается в прибрежном городе Сент-Армандо, который находится неподалёку от загадочного Края.
Пара мафиози врывается в кабинет университетского профессора, но самого профессора там нет. В конце концов, след ведёт к захолустному чартерному агентству и заправке в заливе Кингспорт на краю города. Агентством управляют братья Бвана и Кито, после того как их приёмный отец Каонандодо исчез при загадочных обстоятельствах много лет назад. К ним прибывает молодая девушка по имени Лина, которая занимается поисками затерянной книги, содержащей запретную тайну попадания в Низину. По странному совпадению, эта книга обнаруживается в старых вещах Каонандодо. Лина нанимает братьев доставить её в Низину. Бвана, которому нравится девушка, согласен, однако гидросамолёт братьев уже давным-давно в нелётном состоянии. Кито может починить что угодно, но для этого Бвана должен найти необходимые детали.

### Into the Mist
Убегая от мафиози, Бвана взлетает, но так как он уже много лет не летает, то самолёт падает, едва пересекая великий водопад Края. Герои попадают в загадочный Туман, окружающий городок Порт-Арту, где их вылавливает траулер. В городе братьев тут же бросает в тюрьму местный начальник полиции Барлоу, а Лину с книгой ведёт в вип-клуб «Темба». Братьям удаётся сбежать из тюрьмы, и Бвана узнаёт, что Порт-Арту насквозь пропитан коррупцией. И мэр, и начальник полиции являются лишь пешками в руках могущественной Электрической компании Армандо. Пока Кито ремонтирует повреждённый самолёт, Бвана должен вызволить Лину, найти книгу и узнать, как всё это связано с Каонандодо.

## Главные персонажи
- Бвана — весёлый растаман, желающий помочь Лине, чтобы завоевать её сердце. Обучен пилотажу своим приёмным отцом Каонандодо. Игровой персонаж.
- Кито — брат Бваны. Механик от природы, способный отремонтировать что угодно.
- Лина — молодая девушка, занимающаяся поисками загадочной Низины.
- Каонандодо — приёмный отец Бваны и Кито. Пилот. Пропал много лет назад при странных обстоятельствах.
- Барлоу — коррумпированный начальник полиции Порт-Арту. Старый друг Каонандодо, до того, как его совратили деньги и власть.
- Босс — генеральный директор Электрической компании Армандо. Является главным злодеем игры.

## Отзывы
| Сводный рейтинг | Сводный рейтинг |
| Агрегатор       | Оценка          |
| --------------- | --------------- |
| GameRankings    | 75,20 %         |

Первая глава игры имеет в целом положительные отзывы. Общий балл PC-версии на агрегаторе Metacritic составляет 72 %, на GameRankings — 75,20 %. Версия для iOS имеет более высокий балл — 80 % на обоих Metacritic и GameRankings.
Вторая глава заслужила более тёплый приём публики с 78 % на Metacritic и 84 % на GameRankings.